# 松庵川
松庵川（しょうあんがわ）は、東京都を流れる河川であり、荒川水系善福寺川の支流の通称である。大部分が東京都杉並区内であり、暗渠化されている。

## 流路
水源は、中央本線西荻窪駅の北西、東京都武蔵野市にある吉祥女子中学校・高等学校付近の窪地「松庵窪」とされる。ここから南東へ、西荻窪駅付近で中央本線の南側に抜けて、杉並区松庵、西荻南、杉並区立高井戸第四小学校のすぐ北側を流れ、宮前に入ってしばらく通称神明通りに沿って流れるようになる。その後、南へ流路を変え、慈宏寺境内、杉並区立宮前中学校と杉並区立大宮前体育館との間を南東方向へ流れ、北上して再び神明通りへ戻ってきて通りに沿うようになる。環八通りを環八神明通り交差点で東側へ越えて、高井戸東四丁目交差点を過ぎてすぐに、通りから分かれて北上する。なお、この付近は「柳窪」と呼ばれる窪地であった。荻窪へ入り、杉並区立松渓中学校の北側を取り囲むようにして曲がり、しばらく善福寺川と並行して南下する。そして、杉並区立西田小学校の東側付近で善福寺川に合流する。
高井戸第四小学校前の流域が暗渠化された際には、暗渠上が生徒の通学路としてガードレールで区切られ安全性が確保され、同校生徒の公募により「そよかぜ通り」と名付けられた。また暗渠化の際に使用されたコンクリート管が同校の金魚池に使用されており、実物を確認できる。

## 歴史
松庵川は、中央本線建設時に湧き出た水や雨水、排水を集めて善福寺川へと流す目的で、大正時代後期に開削されたとされる。その後、周囲の急速な宅地化で、昭和初期には下水化。戦後には、氾濫対策として、神明通りの本流から分かれて北へ、杉並区立神明中学校の東側を抜けて善福寺川へと至る暗渠の放水路も作られた。
名称は、西荻窪では「大宮下大下水」と呼ばれていたものが、暗渠となった後にある郷土史家が「松庵川」と仮称し、それが広まったとされる。